# Impluvium

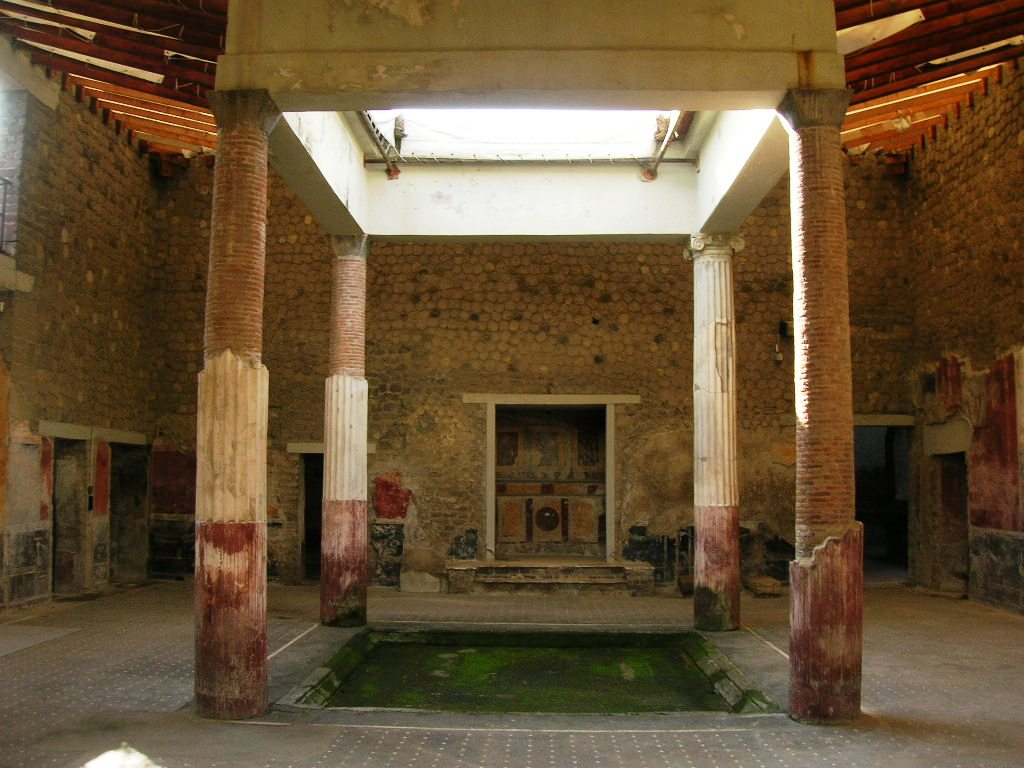
L'impluvium dell'atrio di Villa San Marco a Stabiae

L'impluvium (dal lat. in = all'interno e pluvia = pioggia), era una vasca quadrangolare a fondo piatto progettata per raccogliere l'acqua piovana e si trovava nell'atrio, un locale all'interno di una tipologia di abitazione (domus) diffusa tra i greci, gli etruschi ed i romani.
Nell'impluvium confluiva l'acqua piovana, per questo era collocato in corrispondenza del compluvium, cioè l'apertura di solito centrale nel tetto, da dove entrava la luce solare che illuminava di riflesso tutte le stanze adiacenti.
L'impluvium era incassato di circa 95 cm al di sotto del piano del pavimento e spesso era collegato ad una cisterna nella quale veniva immagazzinata l'acqua in eccesso, a cui si poteva ricorrere nei momenti di necessità; l'acqua della cisterna fungeva anche da regolatore termico della casa nei periodi di calore eccessivo.
La domus era la tipica abitazione signorile delle ricche famiglie patrizie, quindi era ben arredata; anche l'impluvium quindi era costruito con marmi e talvolta abbellito da piccole statue.
Nella Casa del Fauno, una delle più lussuose abitazioni private venute alla luce durante gli scavi archeologici di Pompei, è stata ritrovata una statuetta di bronzo raffigurante un satiro danzante al centro dell'impluvium principale, attualmente conservata presso il Museo Archeologico Nazionale di Napoli.